# NGC 4195
NGC 4195 (również PGC 39082 lub UGC 7244) – galaktyka spiralna z poprzeczką (SBc), znajdująca się w gwiazdozbiorze Wielkiej Niedźwiedzicy. Odkrył ją William Herschel 17 kwietnia 1789 roku. Jest to galaktyka o niskiej jasności powierzchniowej.